# 三重県道17号浜島阿児線
三重県道17号浜島阿児線（みえけんどう17ごう はまじまあごせん）は、三重県志摩市を通る県道（主要地方道）である。

## 概要
旧称は三重県道17号浜島鵜方線（1955年認定）。1972年（昭和47年）3月31日に現在の名称に改められた。

### 路線データ
- 起点：志摩市浜島町浜島字出場3069番地先[1]（国道260号交点）
- 終点：志摩市阿児町神明字カシコ723-12番地先[1]（賢島、国道167号交点）
- 総延長：12.611km[1]
- 実延長：12.5677 km[1]
- 重用延長：43.3m[1]
- 橋梁：8本（総延長：389.2m）[1]

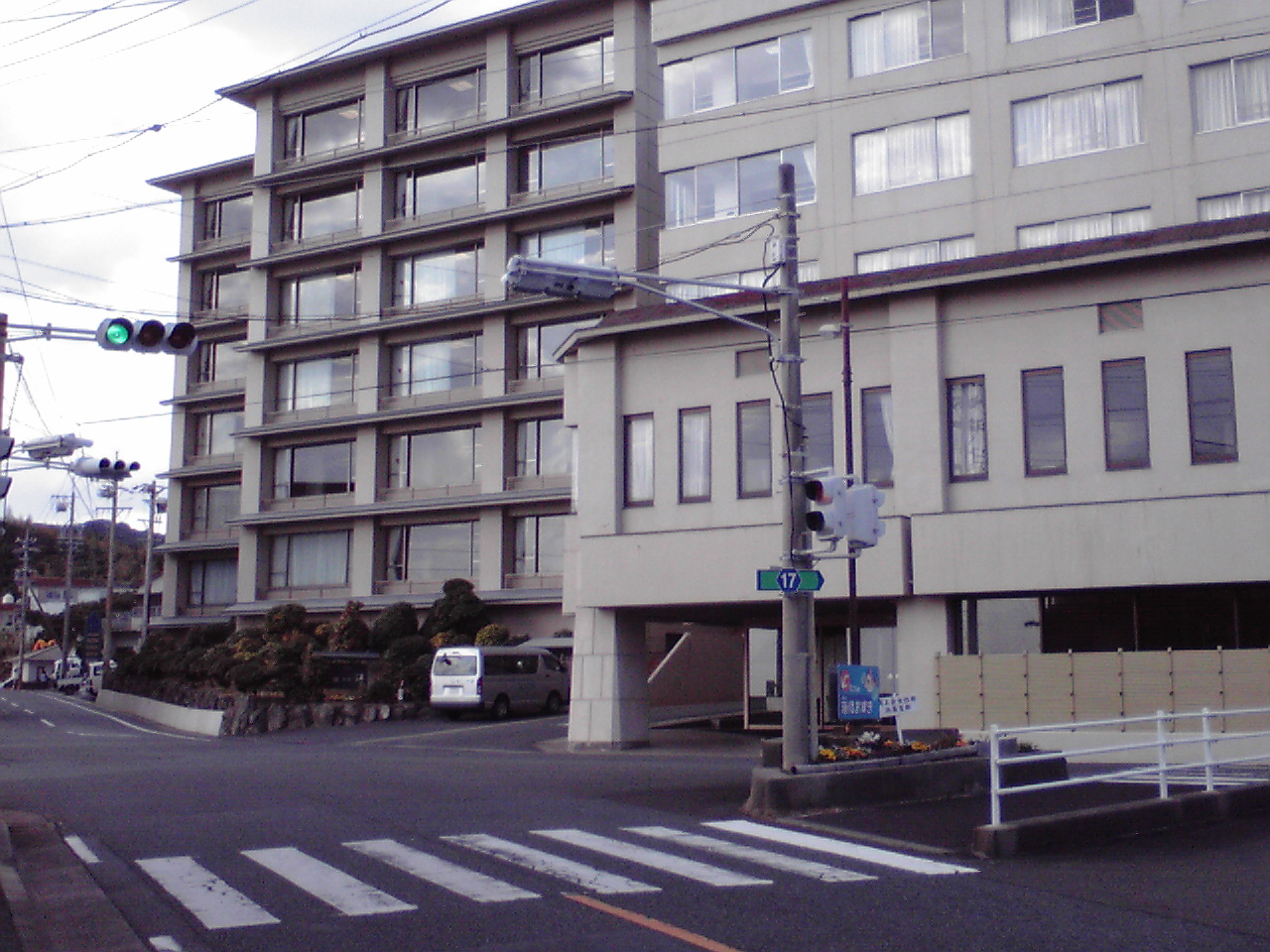
起点
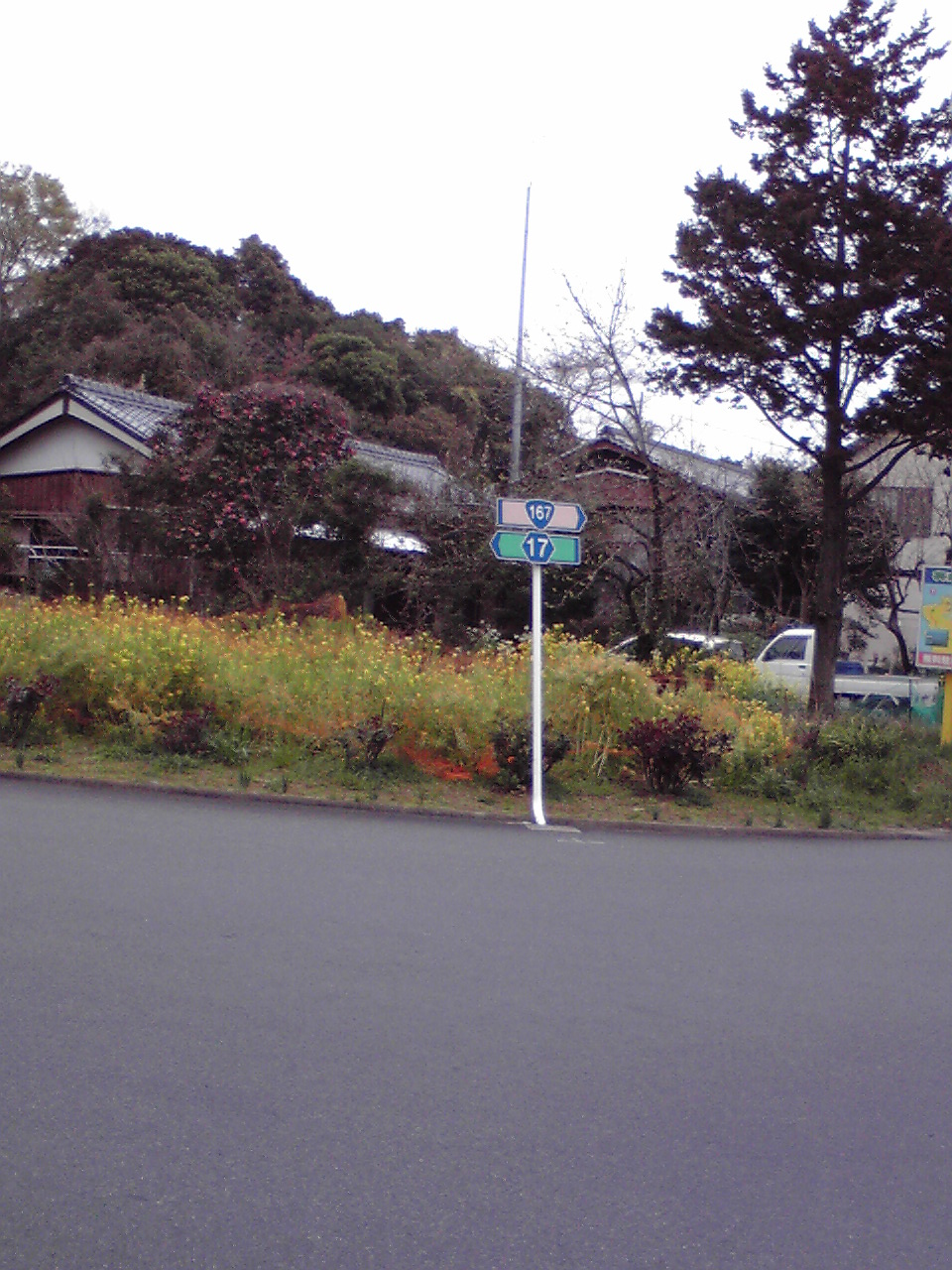
終点

## 歴史
- 1993年（平成5年）5月11日 - 建設省から、県道浜島阿児線が浜島阿児線として主要地方道に指定される[3]。

## 路線状況

### 浜島バイパス
2010年（平成22年）3月19日15時に道幅の狭い浜島中心街を迂回する浜島バイパスが開通した。伊勢志摩・里海トライアスロン大会のバイクのコースとして浜島バイパスの大部分が利用されている。
- 起点：三重県志摩市浜島字大方1114番3[4]（国道260号交点）
- 終点：三重県志摩市浜島町塩屋字広見621番3[4]（桧山路大橋西交差点）

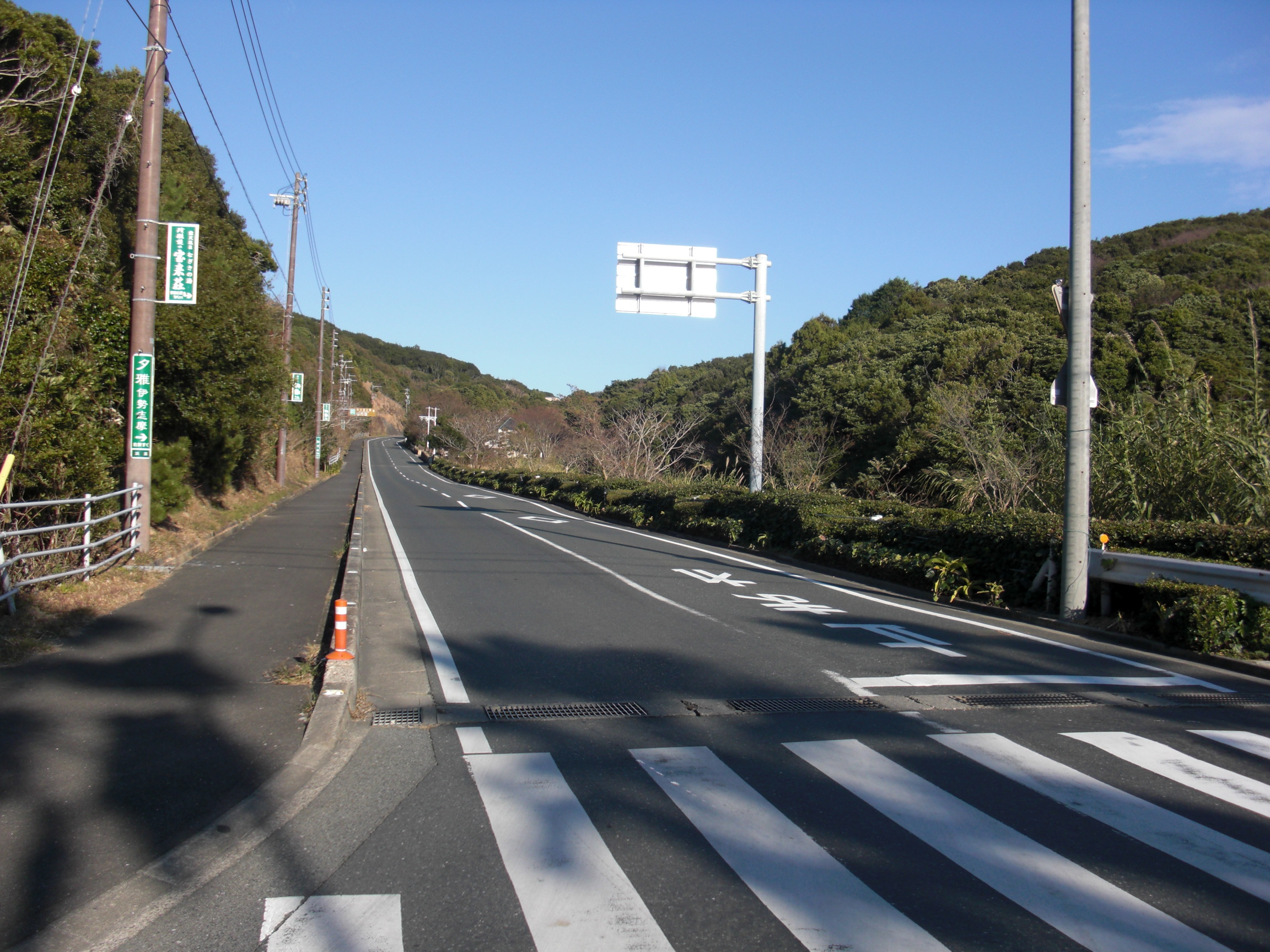
バイパス起点
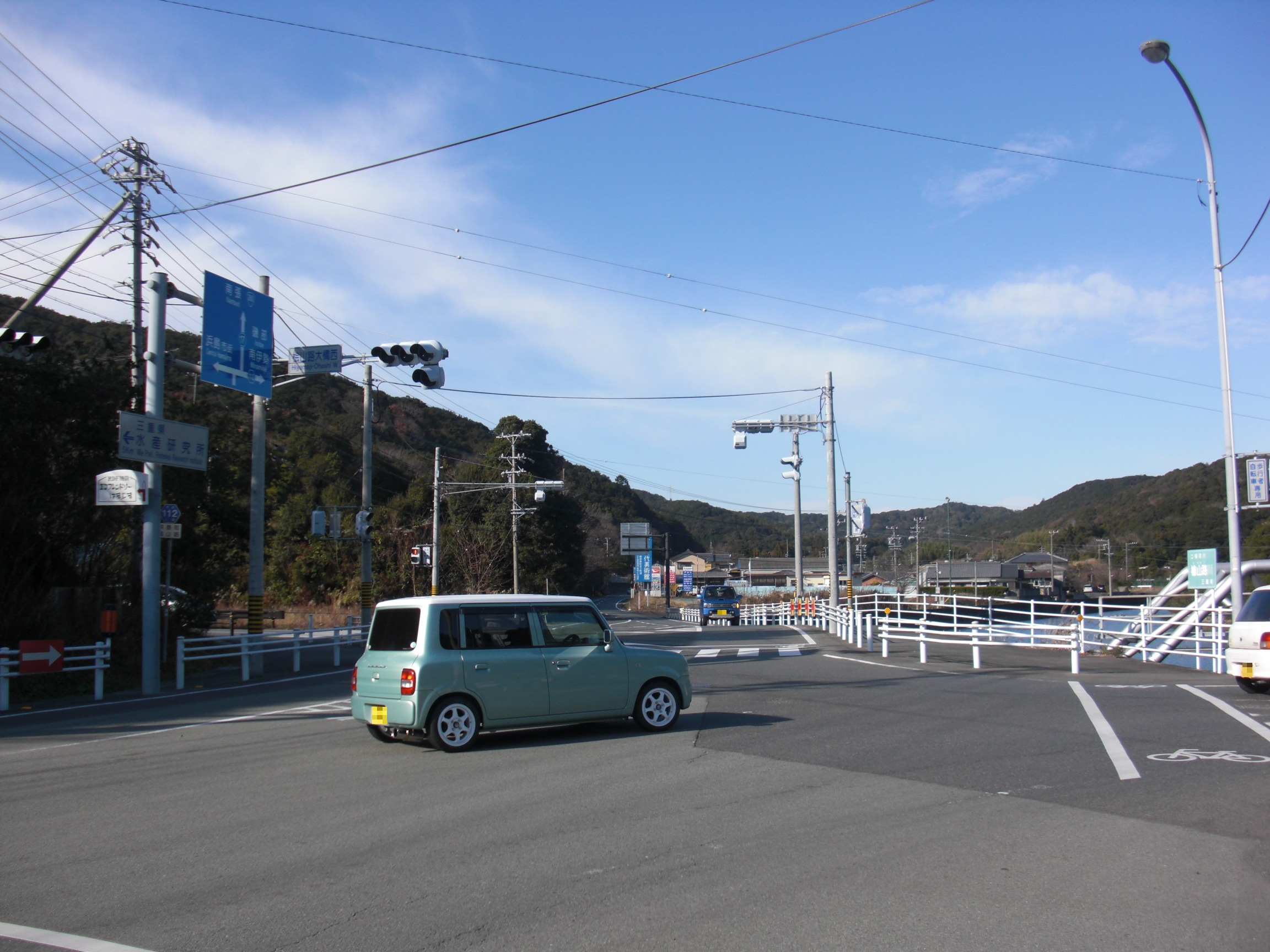
バイパス終点

### 利用状況
浜島町と志摩市街地を連絡する幹線道路であると共に、NEMU RESORTや賢島をはじめとする観光地へ向かう観光道路でもある。
2005年（平成17年）のデータ（平成17年度道路交通センサスによる。）
| 地点             | 平日24時間交通量 | 休日24時間交通量 |
| 志摩市浜島町迫子 | 7,593台          | 7,636台          |

### 主な道路構造物

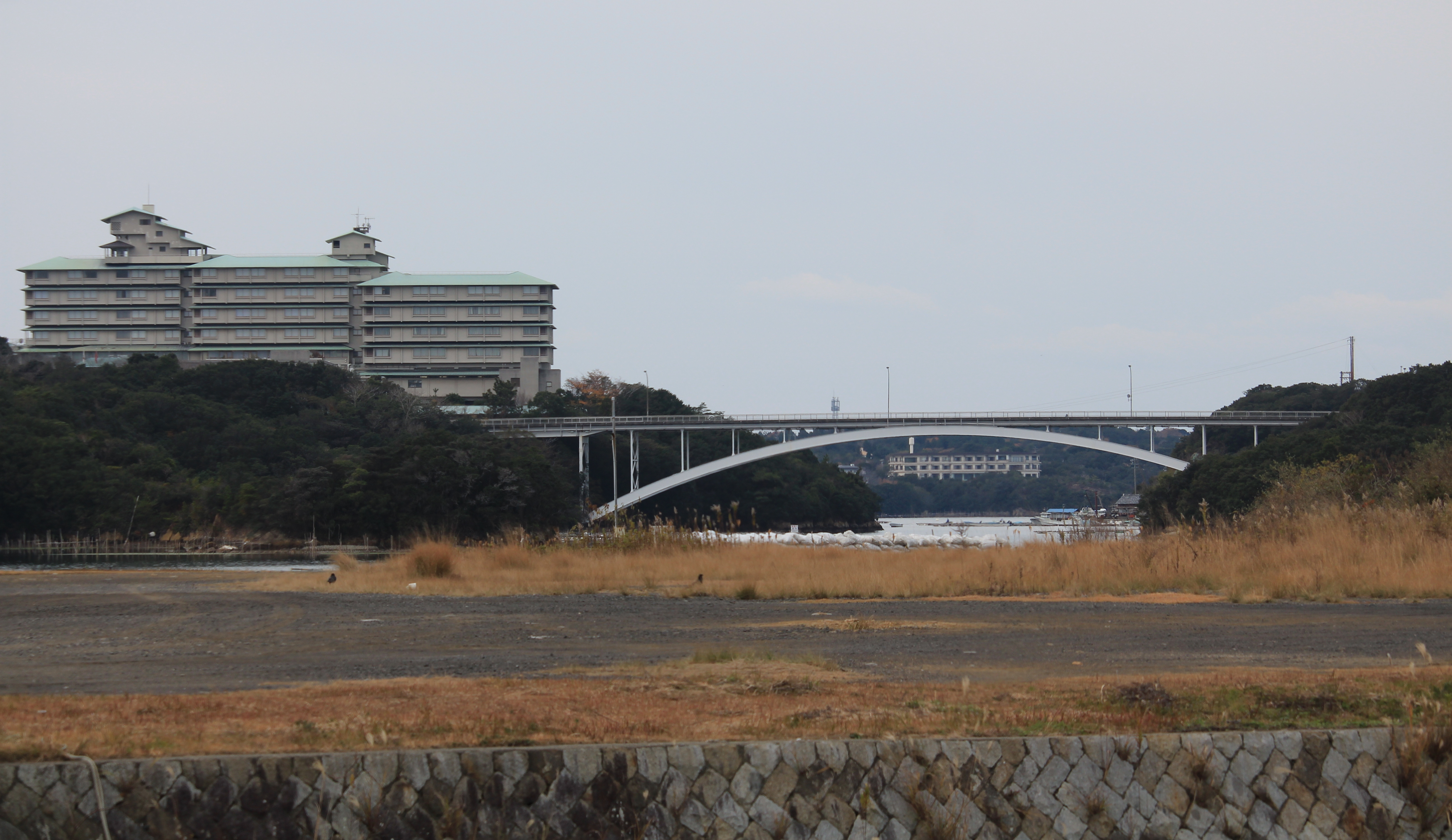
賢島大橋

- 桧山路大橋 - 志摩市浜島町桧山路と同市浜島町塩屋を結ぶ、二級河川桧山路川に架かる橋梁。
- 賢島大橋 - 志摩市阿児町神明にある、本州と賢島を結ぶ橋梁。日本の夕陽百選に選ばれている。

## 地理

### 通過する自治体
- 志摩市

### 交差する道路
- 国道260号（志摩市浜島町浜島・起点）
- 三重県道112号磯部浜島線（志摩市浜島町桧山路・桧山路大橋西交差点）
- 国道167号（志摩市阿児町鵜方・賢島口交差点）
- 国道167号（志摩市阿児町神明字賢島、終点）

### 沿線にある施設など
- 志摩市役所浜島支所
- 志摩市立浜島中学校
- 鳥羽海上保安部浜島分室
- 浜島温泉

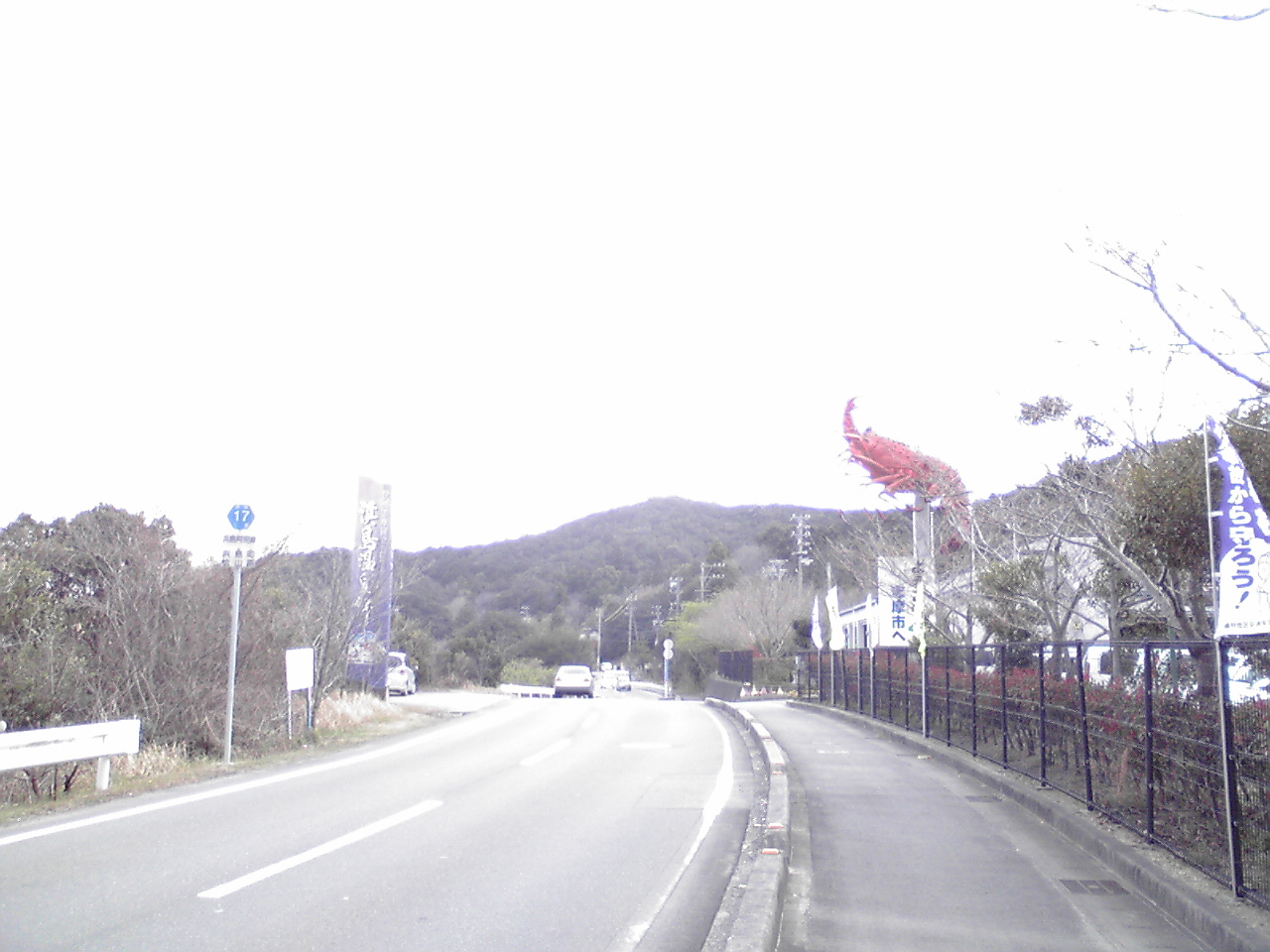
沿線風景（伊勢海老モニュメント）

- プラザ21 - 郊外型ショッピングセンター
- 鵜方華洋台
- 阿児郵便局
- 近鉄賢島カンツリークラブ
- 賢島保養所地区
- 志摩観光ホテル
- 賢島駅
  - 伊勢志摩サミット記念館